# TV Gazeta
TV Gazeta est un réseau de télévision brésilienne basé dans la ville de São Paulo. Il a été ouvert le 25 janvier 1970 et appartient à la Fundação Cásper Líbero, une institution à but non lucratif qui gère également Gazeta FM, les portails Gazeta Esportiva et Gazeta Press, en plus de la Faculdade Cásper Líbero.
De grands noms de la télévision brésilienne ont passé sur la Gazeta, tels que : Ângela Rodrigues Alves, Ione Borges, Claudete Troiano, Fausto Silva, Serginho Groisman, Astrid Fontenelle, Galvão Bueno, l'éternel Fofão Orival Pessini, Mariane Dombrova, Sérgio Mallandro, Joelmir Beting, Wandeko Pipoka, Valentino Guzzo, le duo de clowns Atchim & Espirro, le clown Tic-Tac, le duo de clowns Patati Patatá, Zig Zag et Zazá, Catia Fonseca, Heródoto Barbeiro, Cléber Machado, Luís Roberto, Tiago Leifert, Mariana Godoy, Fernando Meirelles, Marcelo Tas, Ratinho, Luiz Carlos Alborghetti, Ronnie Von et bien d'autres.

## Histoire

### Années 1950 et 1960
L'histoire de TV Gazeta est intimement liée à l'histoire de la télévision au Brésil. Conçue depuis les années 1950, ses installations étaient surdimensionnées. Le 15 janvier 1952, par décret signé par le président Getúlio Vargas, le canal 2 de São Paulo est concédé à la Fundação Cásper Líbero. En raison du retard d'ouverture pour des raisons techniques, la Fundação Cásper Líbero a perdu la concession du canal 2, qui a été transférée à Assis Chateaubriand, qui a inauguré un an plus tard TV Cultura. Et le canal 11 a été accordée à TV Gazeta. En 1961, le dernier acte du gouvernement de Juscelino Kubitschek fut de retirer de la Fundação le canal et de la transférer à TV Continental de Rio de Janeiro. Un jour plus tard, avec l'entrée en fonction de Jânio Quadros et sous la pression de la Fundação, la concession revenait entre de bonnes mains.

### Ouverture
Le 23 juin 1969 était la date limite pour l'installation du septième et dernier canal VHF à São Paulo. A 17h45, la tour de 116m, sur l'éperon de la Paulista, transmet ses premiers signaux et TV Gazeta passe en ondes expérimentalement. La première image était de l'avenue Paulista au son de Sá Marina, par Antônio Adolfo et Tibério Gaspar, dans la voix de Wilson Simonal.
TV Gazeta a été inaugurée le 25 janvier 1970, jour du 416e anniversaire de la ville de São Paulo, avec des images en direct de l'avenue Paulista et un texte commémoratif, évoquant Cásper Líbero, le patron de la station. Première station dotée d'équipements de transmission en couleur, elle disposait de la première unité de transmission externe en couleur du pays.
Il a été le premier diffuseur à travailler avec des équipements de chroma key et a mis en œuvre le ralenti au Brésil et a anticipé les tendances en ayant produit et généré la première course de Formule 1 du pays (rediffusée en partenariat avec Rede Globo).

### Années 1970

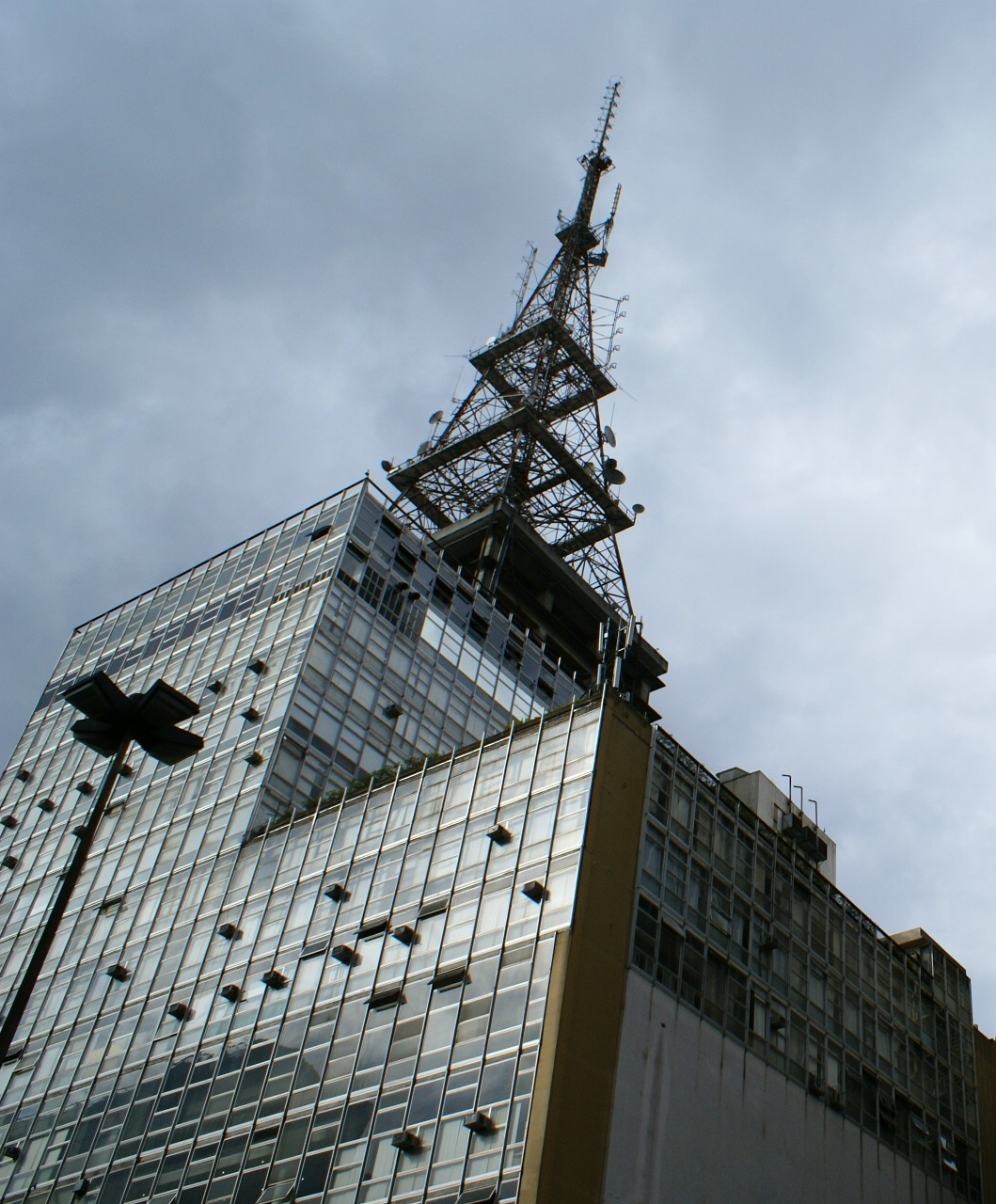
Antenne de transmission de la station, au sommet du bâtiment Gazeta, à São Paulo.

Gazeta a nourri le rêve de devenir un réseau au milieu des années 1970, lorsque le marché a commencé à changer. Tupi et Record étaient en déclin, Bandeirantes réfléchissait à la possibilité de devenir un réseau, tandis que Globo se disputait toujours le public.
Il y avait la possibilité de l'émergence de Rede Jornal do Brasil, mais cela n'a pas beaucoup inquiété Gazeta, qui est venu programmer des diffuseurs dans la région nord du pays, dans une grande partie de l'État de São Paulo, et a tenu pour acquis le concession du canal 11 de Rio de Janeiro. Mais l'histoire n'était pas tout à fait comme ça. En 1976, le communicateur et présentateur Sílvio Santos a remporté la concession de la chaîne carioca qui appartenait à TVS (TV Studios Silvio Santos de Cinema e Televisão Ltda), qui est devenu plus tard la pierre angulaire du futur SBT, et Bandeirantes a fait des propositions et a pris à son réseau les stations que la Gazeta avait affiliées dans la région amazonienne. Au fil du temps, les équipements de la station ont commencé à être mis au rebut, il n'y avait pas assez d'argent pour le réaménagement, de nombreux professionnels ont commencé à changer de station, le public a commencé à regarder de moins en moins la programmation et la Gazeta est entrée dans une phase d'ostracisme, qui durera jusqu'à le milieu des années 1980. Beaucoup de gens ignoraient même que le canal 11 de São Paulo était en ondes.
Mais il est important de rappeler un fait inoubliable de TV Gazeta en 1973 : un accord avait été conclu entre le gouvernement fédéral de l'Argentine, sous le commandement de Perón, et le gouvernement du Brésil, établissant que les techniciens de la télévision brésilienne implanteraient la télévision en couleur dans Argentine, de sorte que, dans la première transmission couleur, l'opération était sous nos soins. C'était la fête de l'OTI (au Théâtre Colón, à Buenos Aires). Le gouvernement brésilien a désigné l'équipe de TV Gazeta, canal 11 de São Paulo, pour cet exploit. Rede Tupi a simultanément exposé l'événement - même s'il était entièrement organisé par Gazeta - avec des flashs spéciaux des répétitions et du spectacle lors de la transmission directe de l'Argentine au Brésil par satellite. Et un moment émouvant de cette journée a été lorsque l'équipe de Gazeta a autorisé les professionnels locaux à mettre fin à cette première transmission dans le style argentin. De nombreux Argentins ont embrassé les techniciens argentins et brésiliens et un cri constant a traversé tous les opérateurs, émus par l'émotion.
En 1978, Gazeta a créé le programme nippo-brésilien Programa Nelson Matsuda, une production indépendante de Japan Pop Show Empreendimentos ou N.Matsuda TV Produções Ltda. Il a été diffusé en direct au théâtre Cásper Líbero au 3e étage du bâtiment de Gazeta. Il a été présenté par le présentateur lui-même, Nelson Matsuda. Il s'agissait du premier spectacle de variétés nippo-brésilien, avec un auditorium, inaugurant ainsi la gamme de spectacles de la Gazeta, présentés le matin, l'après-midi ou le soir.
Toujours en 1978 ou 1979, Gazeta crée le programme nippo-brésilien Imagens do Japão, une production indépendante, d'Imagens do Japão TV e Jornalismo Ltda, Imagens do Japão TV Programações Ltda et M.Okuhara TV Produções Ltda. Il a été diffusé en direct au théâtre Cásper Líbero, situé au troisième étage du bâtiment Gazeta. Il a été présenté par Rosa Miyake, Mário Okuhara, Ênio Santos, Humberto Marçal et Alberto Murata. Le programme mêlait information, culture et divertissement. Il y avait des événements du Japon, Miss-Nikkey, Contest de Freshmen, des comédies musicales avec des Brésiliens et des Japonais, etc.
En 1978, le réseau a commencé à enregistrer une telenovela appelée Zulmira, dans une tentative de parier sur le genre. Cependant, la telenovela a été censurée avant sa première en raison de l'apparition d'une toilette dans une scène.

### Années 1980
Le 22 septembre 1980, Clarisse Amaral em Desfile devient Mulheres. Initialement, le programme était présenté par Ângela Rodrigues Alves et Ione Borges. Ensuite, tout le Brésil a commencé à connaître le duo de "partenaires", Ione Borges et Claudete Troiano.
En 1982, le reporter et chroniqueur Amaury Jr. a fait ses débuts sur le réseau, interviewant des célébrités et des célébrités à São Paulo et dans d'autres villes brésiliennes sur le programme Flash . Le succès de l'émission est si grand que d'autres réseaux contestent la nouvelle révélation de la Gazeta, jusqu'à ce que Rede Bandeirantes négocie avec un salaire supérieur à celui qu'Amaury gagnait sur la Gazeta et qu'il quitte la station en 1986.
En 1983, pour aggraver la situation de TV Gazeta, un concurrent de poids entre dans la mêlée : Rede Manchete, canal 9, qui bien que n'étant pas aussi grande que les autres, dispose de beaucoup de ressources, contrairement à Gazeta. Par conséquent, il semblait à nouveau voué à être oublié. TV Gazeta, en collaboration avec TV Globo, a érigé et inauguré le 21 avril la Tour Cásper Líbero, à Avenue Paulista, 900, 13e étage, Bela Vista à São Paulo.
Toujours en 1983, TV Gazeta a conçu un programme qui pourrait amener le monde du cirque brésilien à la télévision. Ainsi, Wandeko Pipoca a créé, présenté, commandé et idéalisé l'émission pour enfants A Turma da Pipoca.
Toujours en 1983, le futur duo de clowns Atchim & Espirro, mettant en vedette les artistes Eduardo dos Reis et Carlos Alberto de Oliveira, était dans les scènes humoristiques du programme pour enfants A Turma da Pipoca, créé, présenté, commandé et idéalisé par Wandeko Pipoka . Eduardo dos Reis avait déjà un nom artistique : le clown Atchim. Carlos Alberto de Oliveira, le clown Espirro, avec son fils, Carlos Júnior, avait un autre nom : Janela e Janelinha. Ensuite, seuls Atchim et Janela sont restés. Janela, le personnage de Carlos a été renommé Espirro. Le duo a été rebaptisé Atchim & Espirro. Cependant, Wandeko Pipoka a eu un désaccord avec la direction de la Gazeta et a quitté la station. Par la suite, la direction confie au duo la suite du programme A Turma do Pipoca en 1985, créant ainsi Brincando na Paulista. Le duo Atchim & Espirro a fait ses débuts sur la grille en animant l'émission pour enfants Brincando na Paulista. Le programme s'est déroulé de 1985 à 1988. Le programme mélangeait des dessins animés de Hanna-Barbera, des chansons, des tirages au sort, des jeux, des comédies musicales, des sketches comiques et des attractions pour les enfants.
Entre 1984 et 1985, la station a conclu un partenariat avec Groupe Abril, qui avait décidé d'entrer sur le marché de la télévision. Le gouvernement n'ayant pas accordé de concession à la maison d'édition, Abril Vídeo a vu le jour en rachetant la quasi-totalité de l'espace nocturne de la Gazeta qui, présentant des programmes de qualité, a recommencé à être regardée. Même après le départ d'Abril, Gazeta a continué à avoir une audience raisonnable, mais maintenir une programmation vraiment compétitive, à l'instar d'autres réseaux, était risqué et irréalisable. Fausto Silva lance son Perdidos na Noite.
Avec la création d' Imagens do Japão en 1978 ou 1979, l'attraction de Nelson a perdu une partie de son importance dans la Gazeta et a fini par être interrompue en 1984.
Un événement historique se produit à la station : une équipe de jeunes professionnels arrive au service programmation de la station et met en place une ligne de programmes qui pourrait être considérée comme suicidaire. C'était la naissance de quelque chose qui s'appelait TV Mix, un embryon de ce qui allait devenir MTV Brasil. Une émission rendue pratiquement improvisée, qui a commencé à huit heures du matin et s'est poursuivie jusqu'à midi, du lundi au vendredi, en présentant sans ressources et sans engagement. Et ce programme a fait son chemin. Aux commandes, parmi plusieurs présentatrices, une décontractée Astrid Fontenelle. Plus tard, beaucoup ont rejoint, comme Paula Dip, Sérgio Groisman, Patrícia Pillar, Emílio Surita, entre autres. Gazeta a commencé à devenir une référence dans la matinée à São Paulo. C'était une formidable alternative aux émissions pour enfants et pour femmes qui constituaient la grille des autres chaînes. Et mieux encore : le public était composé de téléspectateurs de différentes tranches d'âge.
En 1988, Gazeta a lancé le nouveau format du Programa Nelson Matsuda, maintenant sous le nom de Japan Pop Show. Japan Pop Show a été conçu dans le même esprit que Imagens do Japão. Il s'agissait d'un programme d'auditorium sous forme de spectacles de variétés et de comédies musicales, diffusés en direct, directement du théâtre Cásper Líbero au 3e étage du bâtiment de Gazeta. Japan Pop Show était une production indépendante de Japan Pop Show Empreendimentos ou N.Matsuda TV Produções Ltda. Il a été présenté par le couple Nelson Matsuda et Suzana Matsuda, jusqu'en 1992 ou jusqu'en 1994, date à laquelle le programme est revenu à Rede Bandeirantes.

### Années 1990
En 1990, en raison de changements internes, le projet de "télévision désindexée", comme on l'appelait, finit par être désactivé, et TV Gazeta commença à décliner, avec une programmation plus tiède, basée, avant tout, sur des films rachetés directement à Rede Globo, diffusé sur Cine Gazeta du lundi au samedi à 21h30, et les dessins animés de l'émission Gazetinha du lundi au samedi de 20h00 à 21h30, avec quelques dessins rachetés à SBT et Globo lui-même, quand il n'y avait plus de place pour les montrer. La station semblait vouée à n'émettre que sur São Paulo, sans grandes perspectives de croissance.
Au début des années 1990, une nouvelle phase de changement a eu lieu à la station, où le partenariat entre Rede OM (Organizações Martinez) et TV Gazeta de São Paulo a commencé. Le revirement a eu lieu précisément au début de 1992, lorsque TV Paraná (à Curitiba) et TV Tropical (à Londrina) ont décidé de rompre leur contrat avec Rede Record, qui connaissait une expansion rapide, et c'est ainsi que Rede OM a été fondé. Conquérant des affiliés à travers le pays (avec les grâces du président de l'époque Collor, dont le propriétaire du réseau était un coreligionnaire), l'OM a rapidement commencé à convaincre Gazeta de la possibilité d'une affiliation, qui a fini par être très bien acceptée dans un premier temps.
C'étaient des temps de croissance rapide; le nouveau réseau avait Galvão Bueno dans son personnel et était la grande promesse de la décennie, avec des films, des talk-shows, du journalisme et du sport, comme lors de la transmission de la Copa Libertadores en 1992, lorsque la chaîne était le leader de l'audience en diffusion de la finale entre São Paulo x Newell's Old Boys. En milieu d'année, tout le monde pariait que TV Gazeta serait pour les années 90 ce que SBT était pour les années 1980. Cependant, Collor a été accusé de corruption et mis en accusation.
En 1993, Rede OM devient CNT et ne grandit plus comme avant car Rede Record grandit encore et finit par reprendre une bonne partie de ses affiliés. La période d'opération conjointe avec la CNT a suivi. Au cours de la décennie, il a été reconnu que la plupart des programmes réalisés sur la station de São Paulo et diffusés sur le réseau étaient responsables des plus grandes audiences et, par conséquent, des plus gros revenus. TV Gazeta s'est rendu compte qu'il pouvait marcher seul et repousser.
Le programme Japan Pop Show cesse d'être diffusé sur TV Gazeta et revient à Rede Bandeirantes.
TV Gazeta a également pris un autre détournement de fonds, perdant la concession du canal 12 de Santos, un diffuseur de la côte de São Paulo qui avait tenté de le faire fonctionner à deux reprises. La concession, des années 1970, avait expiré.
En 1996, TV Gazeta a changé son nom en CNT Gazeta.
Au cours de cette décennie, CNT et Gazeta ont même diffusé des feuilletons étrangers, des programmes d'audience dans tout le Brésil - tels que les populaires programmes policiers Cadeia et 190 Urgente, les programmes pour enfants Hugo Game, Tudo por Brinquedo, avec Mariane Dombrova et TV Fofão, avec Orival Pessini, en plus des dessins d'Hanna Barbera, celui du sport, Mesa Redonda, celui de la variété, Mulheres, avec une forte présence également dans le journalisme et le sport.

### Années 2000
Le partenariat entre CNT et Gazeta a été dissous en juin 2000,, lorsque Gazeta n'a pas renouvelé le contrat, laissant le Grand São Paulo et plusieurs municipalités sans le signal CNT jusqu'en 2001. Avec cela, TV Gazeta a commencé son processus de réseau, avec la mise en place de répéteurs à l'intérieur de São Paulo et dans d'autres États. Jusqu'en 2000, TV Gazeta a cessé de diffuser les films, feuilletons, séries et dessins animés diffusés à l'époque du partenariat avec la CNT. En revanche, des programmes tels que Mesa Redonda, Mulheres et d'autres responsables des revenus d'audience du double diffuseur sont restés dans la Gazeta.

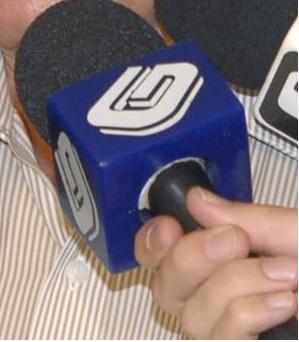
Détail de la canopée d'un ancien micro de gare.

Le 16 juillet 2001, TV Gazeta et le journal Gazeta Mercantil se sont réunis pour créer le nouveau journalisme télévisé de la station, qui désormais, en plus du sport et d'Em Questão (avec Maria Lydia Flândoli), intègre la Primeira Página, Mercado e Jornal da Gazeta, qui a inauguré avec succès le journalisme ce jour-là. Tous les programmes journalistiques du diffuseur ont été reformulés, même Gazeta Esportiva.
Jornal da Gazeta a été créée avec une couverture directe de la capitale argentine de Buenos Aires, alors que la crise économique argentine se produisait à ce moment-là. Ainsi, Carlos Alberto Sardenberg, Gustavo Camargo et Camila Teich ont dirigé la première édition du Jornal da Gazeta, avec Maria Lídia comme invitée. Ainsi, les deux visages de TV Gazeta, le nouveau et l'ancien, se retrouvent pour rouvrir le téléjournalisme informatif de la station, sous la direction de l'ancien directeur de TJ Brasil, Albino Castro.
Au premier semestre 2001, l'animation de la station subit également des changements : l'émission musicale Clipper est diffusée et les animateurs Clodovil et Christina Rocha reprennent l'émission Mulheres.
Mulheres est le programme le plus traditionnel de TV Gazeta avec Em Questão et Mesa Redonda. Mulheres ont commencé avec Clarisse Amaral sous le nom de Programa Clarisse Amaral . Avec l'entrée d'Ione Borges, responsable du secteur mode dans les magasins Mappin, aux côtés de Clarisse, le programme est rebaptisé Clarisse Amaral em Desfile. Avec le départ de l'animateur, l'émission se poursuit avec Ione, désormais aux côtés de l'animatrice radio Claudete Troiano, à partir des "partenaires" de l'émission Mulheres em Desfile. Avec la séparation du duo à la fin des années 90, Claudete change de station et Ione en 2001 présente l'émission Pra Você  et Ione (et à l'époque du début de Pra Você, Ione fait cette émission alors que Mulheres s'occupe de seulement Claudete). Claudete Troiano a présenté Note e Anote, à Rede Record, et Ione Borges n'a présenté que son programme d'auditorium éponyme. Dès lors, Márcia Goldschmidt et Leão Lobo ont remplacé Claudete et le programme a continué. Au fil des années, sa programmation a été reformulée, s'adaptant aux demandes du public et des annonceurs, pour répondre à la dynamique de la télévision moderne.
Mais avec la fin du partenariat avec la CNT, une partie du programme a commencé à être remplie par les soi-disant infopublicités.
Depuis 2006, le diffuseur de São Paulo cherche à reprendre sa grille de programmation, avec des programmes journalistiques, de divertissement et commerciaux. La première étape a été le lancement, en décembre, de BestShop TV, une émission de télévente dont les principaux présentateurs étaient Viviane Romanelli, Fernando Fernandez, Carol Minhoto, Pâmela Domingues, Cláudia Pacheco, Thiago Oliveira, Paloma Silva, Regiane Tápias. En 2007, deux autres programmes, de sa propre production, ont été créés : Super Ofertas (qui apporte de l'espace aux petits et moyens annonceurs) et Papo de Amigos, sous le commandement d' Amanda Françozo.
En 2009, la présentatrice Claudete Troiano revient à la station qui l'a révélée après plus de 10 ans à présenter des programmes sur des stations telles que Rede Manchete, Rede Record et SBT. Elle a dirigé aux côtés d'Ione Borges la Manhã Gazeta, un magazine électronique du matin. Initialement, le programme était divisé en deux parties, Claudete présentait l'une et Ione l'autre. Avec le départ d'Ione Borges, la station a choisi à sa place Olga Bongiovani, qui est restée peu de temps. Depuis, Claudete présente seule Manhã Gazeta.

### Années 2010
Avec la volonté d'augmenter son audience, Gazeta met fin à l'émission de télévente BestShopTV, où le casting de l'émission est utilisé dans les nouvelles productions de la maison.
Après 8 ans sans grandes premières, la station a lancé en juin 2010, le Super Esporte, présentée par Thiago Oliveira à 22h00, en octobre 2010, la station a ouvert l'espace pour les débuts de trois autres femmes : Você Bonita du lundi au vendredi à 8h30 avec Carol Minhoto, Falando sobre sexo au petit matin du vendredi au samedi avec la psychologue Carla Cecarello et le samedi matin le Mix Mulher, avec Regiane Tápias.
En 2010, pour célébrer le 40e anniversaire de TV Gazeta, la station diffuse des émissions spéciales qui parlent de la trajectoire de la chaîne. Le journaliste Elmo Francfort a lancé le livre "Av. Paulista 900 - A História da TV Gazeta", le même auteur qui a écrit le livre sur Rede Manchete.
Un autre fait qui a eu des répercussions a été le départ controversé de Palmirinha Onofre da Gazeta, l'artiste culinaire qui a présenté TV Culinária pendant des années était célèbre pour les scènes hilarantes qui ont été montrées dans le Top Five de Custe o Que Custar (CQC) de Rede Bandeirantes. TV Culinária a été reformulée et présentée par Viviane Romanelli.
En 2011, la présentatrice Luisa Mell est revenue à la télévision avec le programme Estação Pet, qui a cessé ses ondes en raison du faible rendement financier du programme, au cours de la même période, TV Culinária a également cessé ses ondes en raison du peu d'acceptation du nouveau présentateur par le public. À sa place, la station a placé Delícias do Chef avec le chef Allan Villa Espejo, qui jusque-là n'était qu'une caractéristique de Manhã Gazeta.
En février 2011, le réalisateur Márcio Tavolari est engagé par le diffuseur pour reformuler artistiquement le programme Todo Seu, le premier programme de TV Gazeta à faire ses débuts en diffusion HD pour célébrer la 1 500e édition de l'attraction nocturne commandée par Ronnie Von. Todo Seu devient le premier magazine électronique quotidien HD de la télévision brésilienne aux heures de grande écoute, avec de nouveaux cadres et une esthétique plus raffinée. Ronnie Von revient dans l'actualité médiatique avec les louanges de la critique spécialisée et l'émission gagne en notoriété auprès des milieux artistiques et publics.
Après plus de 20 ans à Gazeta, la journaliste Maria Lydia Flândoli est licenciée sans trop d'explications. Em Questão a cessé d'émettre et Jornal da Gazeta a été reformulé avec le duo Stella Gontijo et Gabriel Cruz. Peu de temps après, Maria Lydia revient à l'actualité, réalisant des interviews.
La même année, Gazeta investit dans les rediffusions de certains de ses programmes pendant les soirées tardives. Les programmes Todo Seu, Jornal da Gazeta, Estação Pet et Vambora ont été repris (cadre du programme Mulheres).

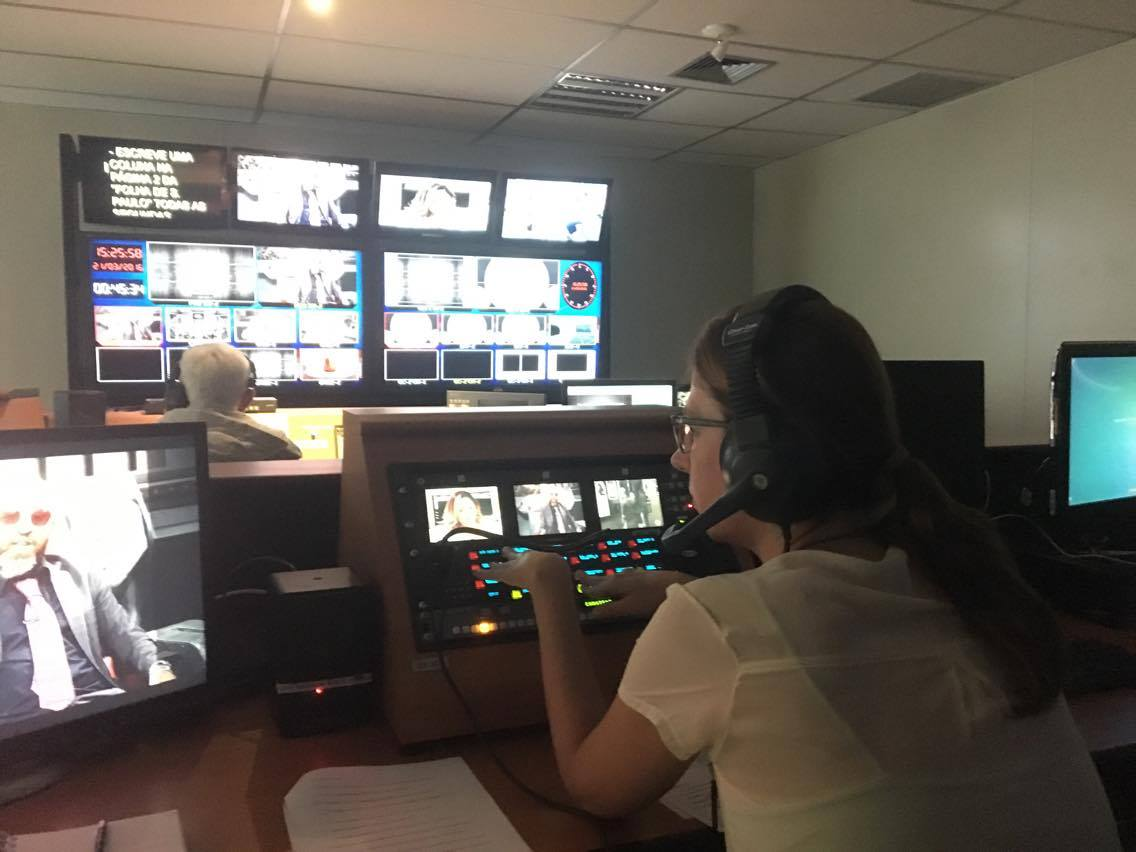
Studio d'enregistrement de "A Máquina", en 2016

Début 2012, TV Culinária revient, cette fois avec Regiane Tápias aux commandes et les émissions Os Impedidos (émission humoristique diffusée le dimanche soir, avant Mesa Redonda), Hoje Tem (émission d'événements culturels diffusée le jeudi, présentée par Pâmela Domingues) et A Máquina (un programme d'interview réalisé par Fabrício Carpinejar, diffusé le mardi soir) en première.
En avril, la présentatrice Claudete Troiano quitte la Gazeta, au lieu de Manhã Gazeta, elle fait ses débuts Revista da Cidade avec Regiane Tápias, avec l'Ateliê na TV démembrée du programme, devenant un programme. Dans la même période, Super Esporte change d'horaire, passant au groupe de 12h00, Você Bonita commence à être diffusé ensuite. Et le Jornal da Gazeta - Edição das 10 s'ouvre, une émission journalistique à 22 heures d'une durée de trente minutes.
Avec la fin du partenariat avec Best Shop TV, les programmes Gazeta Imóveis, Gazeta Motors et Gazeta Shopping gagnent plus de place dans la programmation.
En 2014, TV Gazeta a promu des changements dans sa programmation. De nouveaux programmes ont été créés et dédiés à la ville et à l'état de São Paulo. Gazeta était autrefois connue pour être la télévision avec le visage de São Paulo et la plus paulista des TVs.
En 2015, TV Gazeta promeut des changements drastiques dans sa programmation. La station a mis à jour les nouveaux appels interprogrammes et mis à jour les vignettes avec un motif graphique idéalisé entièrement en flat design, avec simplicité des éléments, formes plates et couleurs unies. « Dans le cadre de la proposition d'évolution continue et de la recherche d'une relation encore plus étroite avec le public, le paquet de nouvelles finitions se concentre sur les "sensations" que la programmation de TV Gazeta, dans ses différentes sections et programmes, apporte au spectateur. Pour traduire ces sensations, une palette de couleurs a été développée qui a abouti à un look encore plus vibrant, amusant et moderne », explique Denise Wuilleumier, responsable de la communication sociale à la Fundação Cásper Líbero.
Le 12 décembre, Cátia Fonseca quitte le commandement du programme Mulheres après 15 ans, transféré à Rede Bandeirantes. Le 15 du même mois, le diffuseur a annoncé l'achat des droits exclusifs, sur TV Aberta, pour la saison 2018 de la LBF,.
En janvier 2018, l'émission Mulheres a une nouvelle présentatrice : Regina Volpato, qui a remplacé Cátia Fonseca pendant ses vacances et prend effet.
Le 1er février 2018, en plus de São Paulo, le signal de TV Gazeta est diffusé par l'opérateur NET dans les villes de Brasilia et Rio de Janeiro.
En mars 2019, Laerte Vieira est réembauché par Gazeta pour ancrer Jornal da Gazeta, aux côtés de Luciana Magalhães.

### Années 2020
Le 8 mars 2020, après avoir célébré son 50e anniversaire à l'antenne, Gazeta change les décors, les vignettes, les packages visuels, les graphiques et les changements de programme. Gazeta lance également son nouveau slogan : TV Gazeta, vous êtes à proximité. Très bien! et sa nouvelle vignette interprogrammes. Cependant, en raison de la pandémie de COVID-19, la station a pris plusieurs mesures de sécurité, de prévention et d'hygiène dans ses studios et a également apporté des ajustements à la grille, parmi lesquels la suspension de programmes tels que Revista da Cidade qui a cédé la place à Gazeta Shopping et Faça Você Mesmo et aussi Gazeta Esportiva, qui a donné lieu au Plantão da Saúde qui met à jour la situation de la pandémie dans l'État, dans le pays et dans le monde. Le 14 juin, on annonce que l'émission Faça Você Mesmo a quitté la programmation de la station. Plantão da Saúde a duré jusqu'au 3 juillet, date à laquelle la station a mis fin au programme et est revenue le 6 juillet à Gazeta Esportiva. Le 12 juillet, le diffuseur est revenu avec Mesa Redonda. Le 3 août, le programme Revista da Cidade est revenu, rebaptisé Revista da Manhã. Le 30 août, l'émission musicale Modão do Brasil a été créée, présentée par Alysson et João Reis, père des chanteurs Felipe Araújo et Cristiano Araújo. Le 4 août, la station relance Ateliê na TV, avec Dotan Mayo. Le 30 novembre, Jornal do Bóris a été créé, simultanément avec Youtube, avec présentation de Bóris Casoy.
Le 6 janvier 2022, il a été annoncé que les programmes Fofoca Aí et Cozinha Amiga cesseront d'émettre le 21, entraînant des changements dans la programmation, avec des durées accrues de Revista da Manhã, Você Bonita et Mulheres, qui reviendront à durer 4 heures.

## Noyau de création
Le Noyau de création a été créé au second semestre 2011, chargé de créer de nouvelles attractions pour TV Gazeta et de rechercher différents projets pour la télévision brésilienne. L'équipe avait pour objectifs principaux, à la fois, d'amener un jeune public à la station et d'accroître l'intégration entre la télévision et la Faculdade Cásper Líbero. Le Noyau de création a vu ses activités fermées en octobre 2016, en raison d'une crise financière.
Vous trouverez ci-dessous une liste de quelques-uns des principaux programmes produits par le Noyau de création :
Almanaque das Trilhas Sonoras, Inspiradores, Mundo à Mesa, Os Impedidos, Hoje Tem, A Máquina, Vem Comigo, Eu Nunca, O Mochileiro, Ouça!, Cidade Ocupada, Vida de Atleta

## Slogans

### Institutionnel
- 1970 - 1983 : La nouvelle image de São Paulo
- 1983 - 1985 : Connectez-vous au 11 : Capte Bien
- 1985 - 1989 : Un diffuseur de São Paulo à São Paulo
- 1989 - 1990 : La première télévision désindexée du Brésil
- 1990 - 1992 : La télévision de São Paulo
- 1992 - 1996 : Nouvelle force dans l'air
- 1996 - 2000 : Au service de São Paulo
- 2000 - 2012 : Une nouvelle phase pour tous
- 2012 - 2014 : Gazeta et vous : on est d'accord
- 2014 : TV Gazeta, plus proche de São Paulo
- 2015 - 2020 : Content de vous voir !
- 2020 - Actuel : Vous êtes proche, d'accord !

### Commémoratifs
- 1971 - TV Gazeta : Il y a 1 an la nouvelle image de São Paulo
- 1975 - TV Gazeta : Il y a 5 ans, la nouvelle télévision couleur à São Paulo
- 1980 - Rede Gazeta 10 ans : Une nouvelle télévision à São Paulo
- 1985 - Rede Gazeta 15 ans : Une télévision de São Paulo à São Paulo
- 1990 - TV Gazeta : Il y a 20 ans, la télévision de São Paulo
- 1995 - TV Gazeta 25 ans : la plus grande force de São Paulo
- 2000 - CNT/Gazeta : Il y a 30 ans, au service de São Paulo
- 2005 - Gazeta 35 anos : Toi autour, d'accord
- 2010 - Gazeta et vous : Ensemble depuis 40 ans
- 2015 - TV Gazeta : Il y a 45 ans, c'est toujours bon de vous voir
- 2020 - Gazeta : 50 ans de tradition